# Tuxentius calice
Tuxentius calice е вид пеперуда от семейство Синевки (Lycaenidae). Видът не е застрашен от изчезване.

## Разпространение
Разпространен е в Ангола, Ботсвана, Демократична република Конго, Замбия, Зимбабве, Кения, Малави, Мозамбик, Намибия, Танзания и Южна Африка (Гаутенг, Квазулу-Натал, Лимпопо, Мпумаланга и Северозападна провинция).